# Błonkowoszczek niepozorny

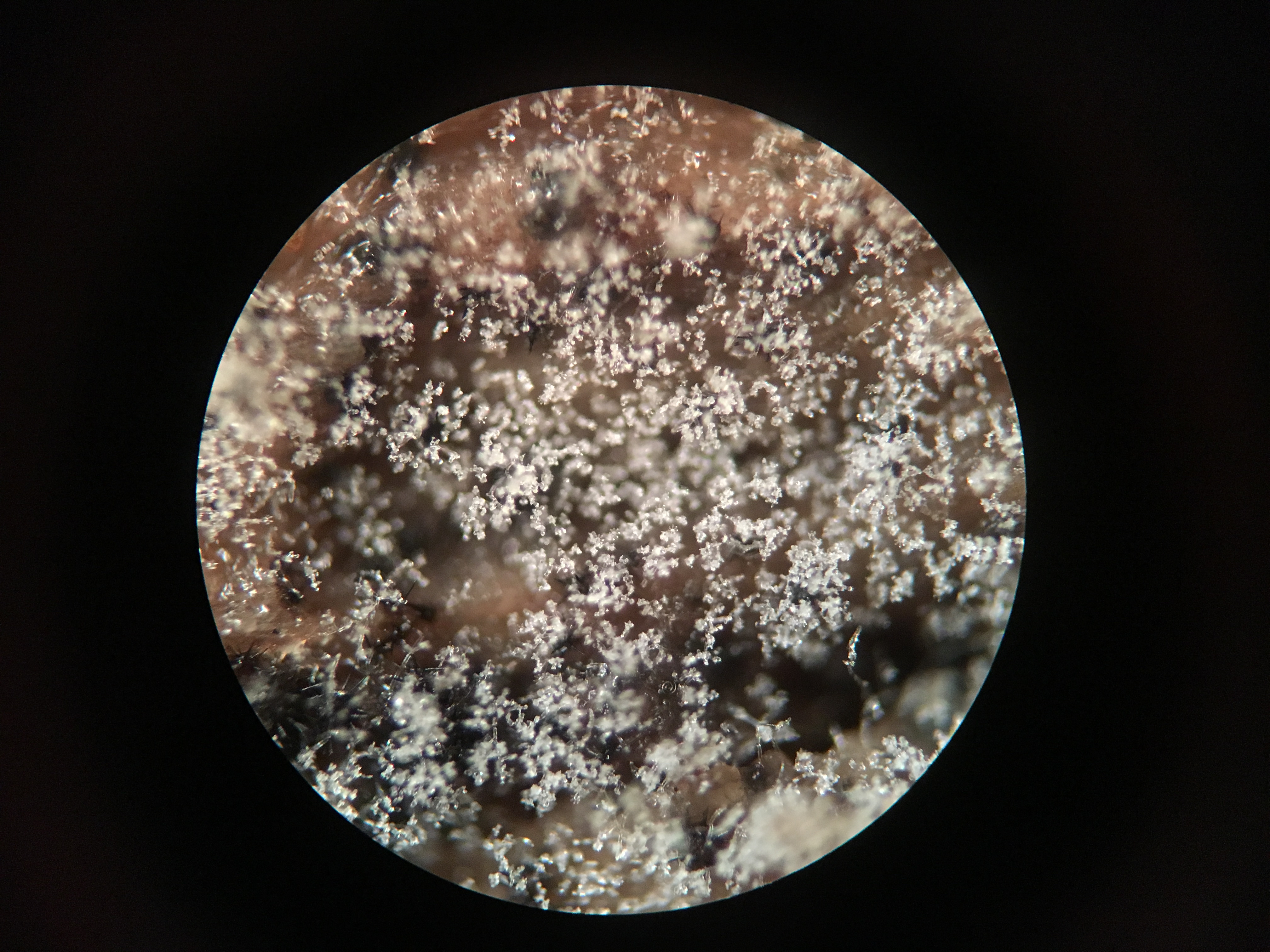

Błonkowoszczek niepozorny (Paullicorticium pearsonii (Bourdot) J. Erikss.) – gatunek grzybów z rodziny kolczakowatych (Hydnaceae).

## Systematyka i nazewnictwo
Pozycja w klasyfikacji według Index Fungorum: Paullicorticium, Hydnaceae, Cantharellales, Incertae sedis, Agaricomycetes, Agaricomycotina, Basidiomycota, Fungi.
Po raz pierwszy takson ten zdiagnozował w 1921 r. Hubert Bourdot, nadając mu nazwę Corticium pearsonii. Obecną, uznaną przez Index Fungorum nazwę nadał mu w 1958 r. John Eriksson.
Synonimy:
- Ceratobasidium pearsonii (Bourdot) M.P. Christ. 1959
- Corticium pearsonii Bourdot 1921[2].

Nazwę polską zaproponował Władysław Wojewoda w 2003 r.

## Morfologia
Owocnik
Rozpostarty, przylegający do podłoża, o grubości do 50 μm. Powierzchnia hymenium od drobno oprószonej do bardziej ciągłej i gładkiej, lekko niebieskawo-szara, po wyschnięciu jasnobrązowo-szara. Brzeg niewyraźny.
Cechy mikroskopowe
System strzępkowy monomityczny. Strzępki regularne, o szerokości 1,5–3 μm, z prostymi przegrodami, szkliste. Strzępki w subhymenium nieco niewyraźne, cienkościenne, strzępki w subikulum rzadkie, przeważnie rozgałęzione pod kątem prostym, z cienkimi lub pogrubionymi ścianami. Brak cystyd. Podstawki w stanie dojrzałym odwrotnie jajowate do gruszkowatych, młode maczugowate do skośno-stożkowych, o wymiarach 8–15×(4,5) 5–6,5 μm z 4–6 sterygmami o długości do 5 (8) μm. Bazydiospory wąsko łódkowate, często zakrzywione w widoku z boku, nieco bananowate lub lekko księżycowate, o wymiarach od (4,5) 5–6 (6,5) × 1,5–2,3 μm do (5) 5,5–8 (8,5)×1,6–2,5 (2,7) μm, Q = 2,5–3,5 (4), gładkie, cienkościenne, bez inkrustacji. Reakcje chemiczne: IKI–.

## Występowanie
Znane jest występowanie Paullicorticium pearsonii tylko w Europie. W Polsce do 2003 r. podano tylko dwa stanowiska: w Kotlinie Nowotarskiej i w Ojcowskim Parku Narodowym, obydwa podał W. Wojewoda. Według W. Wojewody częstość występowania tego gatunku w Polsce i stopień jego zagrożenia nie są znane.
Grzyb saprotroficzny.